# Macropodanthus teysmannii
Macropodanthus teysmannii là một loài thực vật có hoa trong họ Lan. Loài này được (Miq.) H.A.Pedersen mô tả khoa học đầu tiên năm 1993.